# Krajowe Eliminacje do Konkursu Piosenki Eurowizji 2017
Krajowe Eliminacje do Konkursu Piosenki Eurowizji 2017 – polskie selekcje mające na celu wyłonienie reprezentanta Polski na 62. Konkurs Piosenki Eurowizji organizowany w Kijowie. Finał odbył się 18 lutego 2017 roku w holu siedziby TVP przy ul. Woronicza 17.
Finał konkursu wygrała Kasia Moś z utworem „Flashlight”, który napisała we współpracy z Pete’em Barringerem i Rickardem Bonde Truumeelem. Piosenka zdobyła łącznie 19 punktów w głosowaniu telewidzów oraz jurorów, którzy przyznali jej maksymalną liczbę 50 punktów.

## Geneza organizacji konkursu
W 2016 roku Telewizja Polska potwierdziła udział w 62. Konkursie Piosenki Eurowizji organizowanym w Kijowie w maju 2017 roku. W grudniu stacja ogłosiła, że reprezentant kraju będzie wybrany za pomocą krajowych eliminacji.

## Przebieg konkursu

### Czas i miejsce konkursu

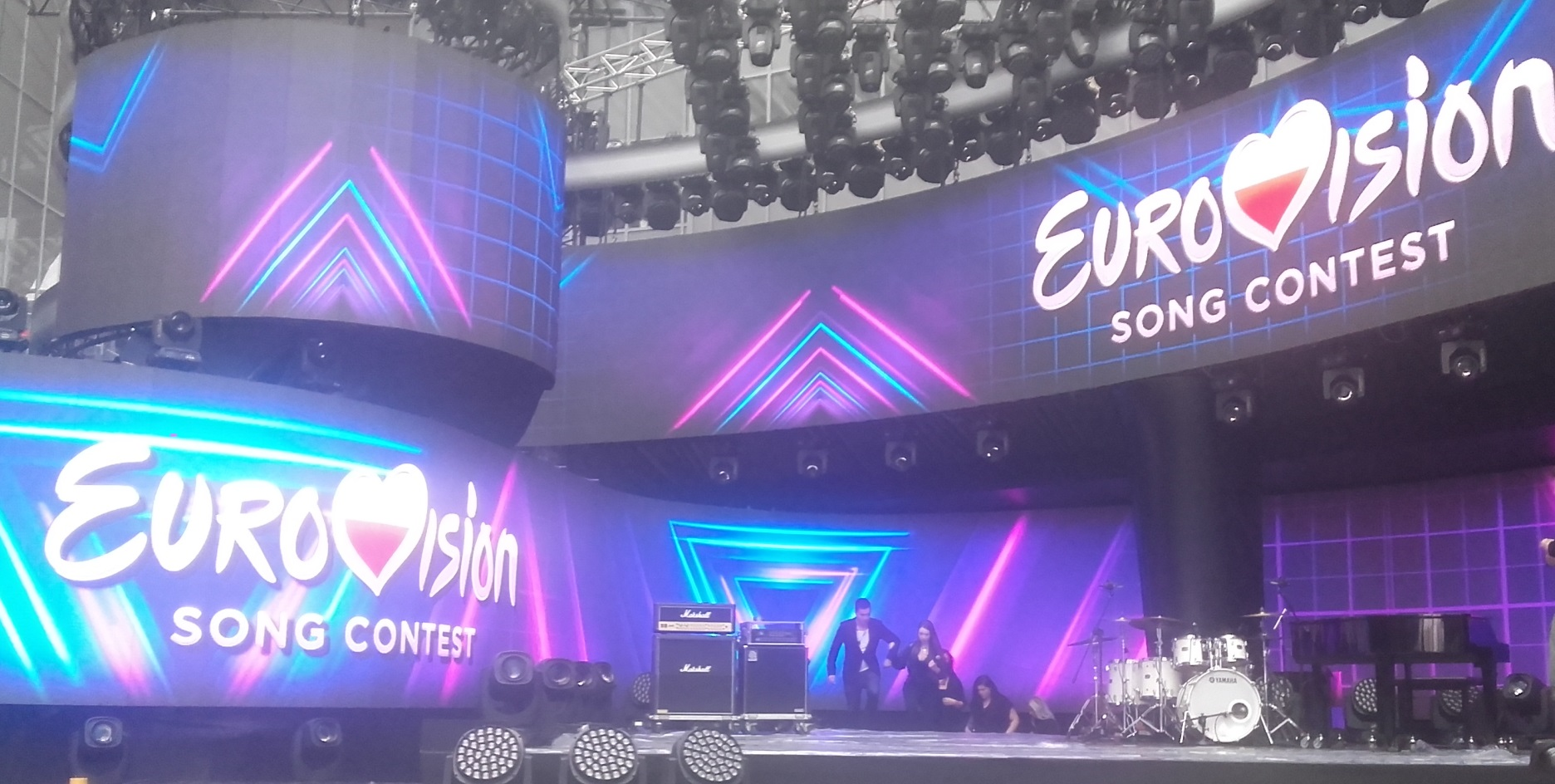
Scena konkursowa

Polskie eliminacje do 62. Konkursu Piosenki Eurowizji odbyły się 18 lutego 2017 roku w holu siedziby TVP przy ul. Woronicza 17 w Warszawie. Koncert był transmitowany w godzinach 20:30–22:20 na antenie TVP1 oraz TVP Polonia. Pierwotnie koncert selekcyjny miał odbyć się 11 lutego, jednak pod koniec stycznia TVP poinformowała o przedłużeniu terminu przyjmowania zgłoszeń (do 10 lutego) oraz o zmianie daty finału.

### Zgłaszanie utworów
Proces nadsyłania propozycji przez twórców ruszył 27 grudnia 2016 roku. Wszystkie nadesłane propozycje musiały spełniać warunki regulaminu konkursu: musiały posiadać tekst w języku polskim lub angielskim, trwać nie dłużej niż 3 minuty oraz nie mogły zostać opublikowane przed 1 września 2016 roku. Każdy z artystów mógł zgłosić więcej niż jedną piosenkę. W przeciwieństwie do poprzednich lat, swoich kandydatur nie mogli nadsyłać zagraniczni wykonawcy. Pierwotnie termin nadsyłania propozycji miał minąć 20 stycznia 2017 roku, lecz TVP przedłużyło go do 10 lutego 2017.
Finalistów krajowych eliminacji wybrała sześcioosobowa komisja jurorska w składzie: dziennikarz Grzegorz Brzozowicz, prezenter Artur Orzech, reżyser Konrad Smuga, wiceprezes TVP Maciej Stanecki, szef polskiej delegacji eurowizyjnej Mateusz Grzesiński i szefowa TVP1 Ewa Nowicka. Lista uczestników koncertu finałowego została opublikowana 11 lutego 2017 roku, znaleźli się na niej następujący wykonawcy:
- Martin Fitch – „Fight for Us”
- Kasia Moś – „Flashlight”
- Carmell – „Faces”
- Agata Nizińska – „Reason”

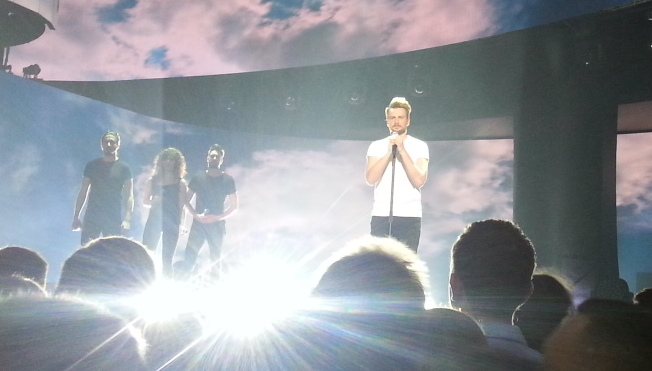
Martin Fitch podczas występu w konkursie

- Rafał Brzozowski – „Sky Over Europe”
- Isabell Otrebus – „Voiceless”
- Lanberry – „Only Human”[6]
- Aneta Sablik – „Ulalala”[7]
- Paulla – „Chcę tam z tobą być”
- Olaf Bressa – „You Look Good”

Chęć udziału w selekcjach wyrazili także wykonawcy, tacy jak m.in. Szymon Wydra i Carpe Diem („Płyń”), Kasia Popowska („Tyle tu mam”), Ada Szulc z zespołem Helolove („Hide & Seek”), Rafał „Ronney” Pacholski („Jestem jaki jestem”), Iwona Węgrowska („Alone”), The Party Is Over („Lampy”), Bianka Jackowska („Callin’ Home”), Zee, Gasz i Wolf („There’ an Angel”), Ivs Alter („Like a Miracle”), Alicja Ruchała („Not Longer Want You”), Mariusz Wawrzyńczyk („Zawsze pod wiatr”), Mateusz Maga („First Kiss”), Arkadiusz „AreQue” Matuszak („The One”), Mateusz Mijal („Podzieleni”), Bartek Wrona („Jest impreza”), Joanna Kaczmarkiewicz („Fire in Your Heart”), Wojciech Bałwako („Hollywood”), Marzia Gaggioli („Nie poddam się”), Gosia Andrzejewicz, Agnieszka Twardowska, Kuba Jasiecki i Sylwia Przybysz. Chęć zgłoszenia wyraziły też m.in. Anna Karwan i Anna Cyzon.

### Prowadzący i jurorzy

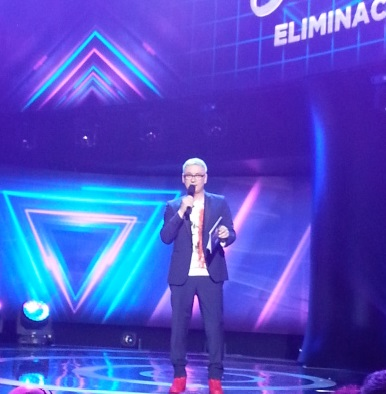
Artur Orzech, gospodarz koncertu

Na początku lutego TVP ogłosiła, że koncert eliminacyjny poprowadzi Artur Orzech. W skład komisji jurorskiej oceniającej występy uczestników weszli: śpiewaczka operowa Alicja Węgorzewska, piosenkarze Maria Sadowska i Robert Janowski, muzyk Włodek Pawlik oraz kompozytor Krzesimir Dębski.

### Goście specjalni
Podczas koncertu finałowego na scenie gościnnie zaprezentowało się trzech wykonawców: Dorota „Doda” Rabczewska wraz z zespołem Virgin, Olivia Wieczorek (reprezentantka Polski w 14. Konkursie Piosenki Eurowizji dla Dzieci) i Michał Szpak (reprezentant Polski w 61. Konkursie Piosenki Eurowizji). Doda zaśpiewała trzy zwycięskie utwory eurowizyjne („Heroes” Månsa Zelmerlöwa, „My Number One” Eleny Paparizou oraz „Waterloo” grupy ABBA) i singiel zespołu Virgin „Kopiuj – Wklej”. Olivia Wieczorek zaśpiewała piosenkę „Nie zapomnij”, a Michał Szpak – „Color of Your Life”.

### Kontrowersje

#### Nieregulaminowy czas zgłoszenia
W styczniu 2017 roku potwierdzono, że wśród zgłoszonych piosenek znalazła się propozycja „Only Human” Małgorzaty „Lanberry” Uściłowskiej. Niedługo później w sieci pojawiły się doniesienia, że utwór nie spełniał wymogów regulaminowych. Teledysk do polskojęzycznej wersji piosenki, „Piątek”, miał premierę w serwisie YouTube na początku sierpnia 2016 roku, czyli ok. miesiąc przed dopuszczalnym czasem publikacji. Po zakwalifikowaniu propozycji do finału krajowych selekcji TVP wystosowała oświadczenie, w którym potwierdziła zgodność zgłoszenia.

#### Zarzuty o plagiat
Po opublikowaniu piosenki „Fight for Us” Martin Fitch został posądzony o plagiat utworu „Treat You Better” kanadyjskiego piosenkarza Shawna Mendesa. Piosenkarz odparł zarzuty twierdząc, że podczas pisania piosenki nie inspirował niczyją twórczością.

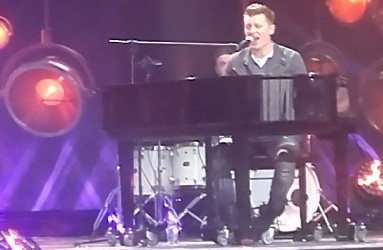
Rafał Brzozowski podczas występu w konkursie

Paulla, jedna z finalistek selekcji, podczas występu z utworem „Chcę tam z Tobą być” wykonała wokalizę, która – zdaniem internautów – do złudzenia przypominała fragment piosenki „Kiedy tylko spojrzę” Sylwii Grzeszczak. Sama piosenkarka w żartobliwy sposób skomentowała zamieszanie.

#### Wybuczenie uczestnika
W trakcie ogłaszania wyników jurorskich jeden z uczestników, Rafał Brzozowski, został głośno wybuczany przez publiczność zgromadzoną w siedzibie TVP. Jak skomentował incydent sam zainteresowany, „czuję niesmak w zachowaniu niektórych osób podczas koncertu i wyników”. Sytuację skomentowała też Kasia Moś, zwyciężczyni eliminacji, która również wyraziła dezaprobatę wobec takiego zachowania.

#### Niski poziom eliminacji
Po finale krajowych eliminacji kilku jurorów wyraziło swoje niezadowolenie ze słabego poziomu artystycznego finałowych utworów. Negatywne zdanie wyrazili m.in. Krzesimir Dębski i Maria Sadowska.

## Wyniki

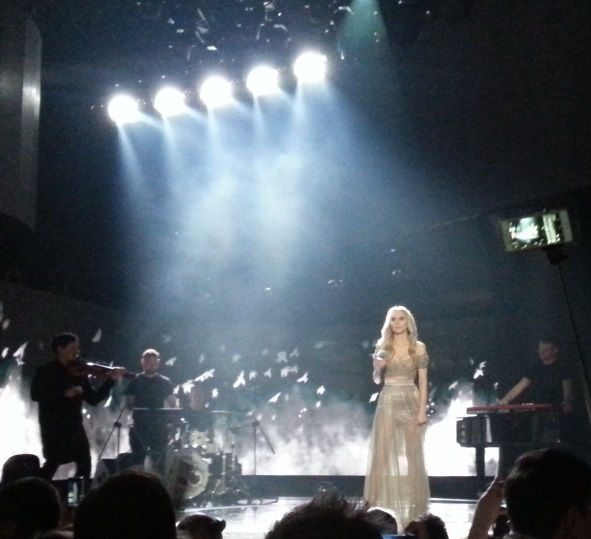
Kasia Moś, laureatka konkursu

Zwycięzca eliminacji został wybrany poprzez głosowanie jurorów oraz telewidzów, którzy oddawali swoje głosy za pomocą wiadomości SMS. Kasia Moś uzyskała komplet najwyższych not od jurorów oraz zajęła drugie miejsce w głosowaniu widzów. Po zsumowaniu obu punktacji okazała się zwyciężczynią krajowych eliminacji.
| Lp. | Wykonawca        | Piosenka              | Język     | Punkty  | Punkty   | Punkty | Miejsce |
| Lp. | Wykonawca        | Piosenka              | Język     | Jurorzy | Widzowie | Suma   | Miejsce |
| --- | ---------------- | --------------------- | --------- | ------- | -------- | ------ | ------- |
| 1.  | Martin Fitch     | „Fight for Us”        | angielski | 6       | 2        | 8      | 7       |
| 2.  | Lanberry         | „Only Human”          | angielski | 3       | 5        | 8      | 6       |
| 3.  | Isabell Otrebus  | „Voiceless”           | angielski | 9       | 6        | 15     | 4       |
| 4.  | Paulla           | „Chcę tam z tobą być” | polski    | 4       | 3        | 7      | 8       |
| 5.  | Olaf Bressa      | „You Look Good”       | angielski | 1       | 1        | 2      | 10      |
| 6.  | Kasia Moś        | „Flashlight”          | angielski | 10      | 9        | 19     | 1       |
| 7.  | Aneta Sablik     | „Ulalala”             | angielski | 2       | 4        | 6      | 9       |
| 8.  | Rafał Brzozowski | „Sky Over Europe”     | angielski | 8       | 8        | 16     | 2       |
| 9.  | Carmell          | „Faces”               | angielski | 5       | 10       | 15     | 3       |
| 10. | Agata Nizińska   | „Reason”              | angielski | 7       | 7        | 14     | 5       |

### Szczegółowe wyniki głosowania jury
| Lp. | Piosenka              | Jury           | Jury            | Jury                        | Jury          | Jury             | Suma punktów |
| Lp. | Piosenka              | Maria Sadowska | Robert Janowski | Alicja Węgorzewska-Whiskerd | Włodek Pawlik | Krzesimir Dębski | Suma punktów |
| --- | --------------------- | -------------- | --------------- | --------------------------- | ------------- | ---------------- | ------------ |
| 1.  | „Fight for Us”        | 7              | 4               | 6                           | 7             | 5                | 29           |
| 2.  | „Only Human”          | 2              | 3               | 5                           | 6             | 1                | 17           |
| 3.  | „Voiceless”           | 9              | 8               | 9                           | 9             | 9                | 44           |
| 4.  | „Chcę tam z tobą być” | 4              | 5               | 4                           | 5             | 4                | 22           |
| 5.  | „You Look Good”       | 1              | 2               | 1                           | 4             | 2                | 10           |
| 6.  | „Flashlight”          | 10             | 10              | 10                          | 10            | 10               | 50           |
| 7.  | „Ulalala”             | 3              | 3               | 2                           | 1             | 3                | 12           |
| 8.  | „Sky Over Europe”     | 5              | 7               | 8                           | 8             | 7                | 35           |
| 9.  | „Faces”               | 8              | 6               | 3                           | 2             | 8                | 27           |
| 10. | „Reason”              | 6              | 9               | 7                           | 3             | 6                | 31           |

## Faworyt OGAE Polska

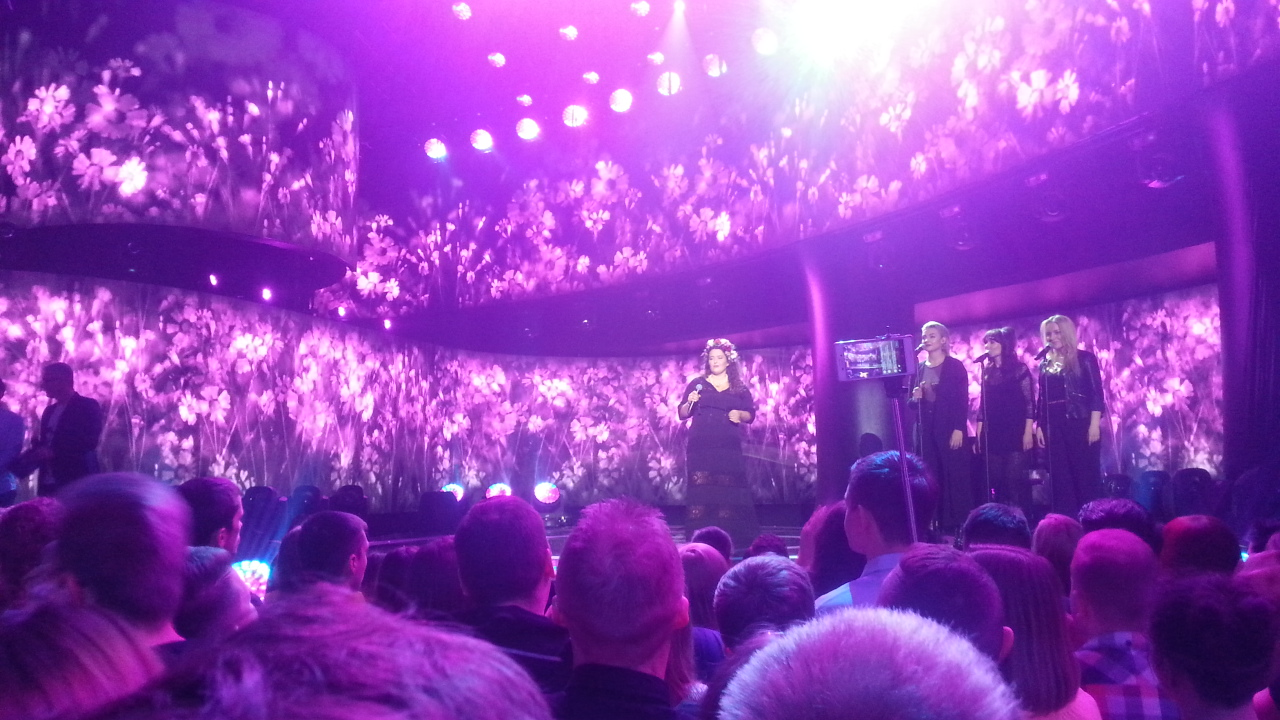
Małgorzata Bernatowicz (Carmell) podczas występu w konkursie

Członkowie Stowarzyszenia Miłośników Konkursu Piosenki Eurowizji OGAE Polska 16 lutego 2017 roku wytypowali swoich faworytów. Poniżej zaprezentowane zostały wyniki plebiscytu organizowanego przez stowarzyszenie.
| Lp. | Wykonawca        | Piosenka              | Punkty |
| --- | ---------------- | --------------------- | ------ |
| 1.  | Kasia Moś        | „Flashlight”          | 1154   |
| 2.  | Carmell          | „Faces”               | 868    |
| 3.  | Lanberry         | „Only Human”          | 822    |
| 4.  | Isabell Otrebus  | „Voiceless”           | 789    |
| 5.  | Agata Nizińska   | „Reason”              | 740    |
| 6.  | Martin Fitch     | „Fight for Us”        | 632    |
| 7.  | Aneta Sablik     | „Ulalala”             | 625    |
| 8.  | Paulla           | „Chcę tam z tobą być” | 410    |
| 9.  | Olaf Bressa      | „You Look Good”       | 376    |
| 10. | Rafał Brzozowski | „Sky Over Europe”     | 249    |

## Oglądalność
Krajowe Eliminacje do Konkursu Piosenki Eurowizji 2017 obejrzało średnio 2,5 miliona widzów.